# La Chapelle-de-la-Tour
Pour les articles homonymes, voir La Chapelle.
La Chapelle-de-la-Tour est une commune française située dans le département de l'Isère en région Auvergne-Rhône-Alpes.
Ses habitants se nomment les Chapelands.

## Géographie

### Description
Située dans la partie septentrionale du département de l'Isère, le bourg central de la Chapelle de la Tour est situé à 3 km de la Tour-du-Pin, sous-préfecture de l'Isère. Il s'agit d'une commune à l'aspect essentiellement rural.
Le territoire communal est situé en dehors des grands axes de circulation mais le bourg est cependant traversé par la RD16, route départementale qui relie la ville de Morestel à celle de La Tour-du-Pin.

### Communes limitrophes
Les communes limitrophes sont  Dolomieu, Faverges-de-la-Tour, La Tour-du-Pin, Saint-Clair-de-la-Tour et Saint-Jean-de-Soudain.

### Géologie
Le secteur de La Tour-du-Pin auquel appartient La Chapelle-de-la-Tour se situe à l'est de la plaine de Lyon et plus particulièrement sur la bordure occidentale du plateau du Bas-Dauphiné qui recouvre toute la partie iséroise où il n'y a pas de massif montagneux. Le plateau se confond donc avec la micro-région du Nord-Isère, région qui est composée essentiellement de collines de basse ou moyenne altitude et de longues vallées et plaines. L'ouest de ce secteur correspond à la plaine lyonnaise.
Les glaciations qui se sont succédé au cours du Quaternaire sont à l'origine du modelé actuel de cette région, les produits antéglaciaires restant profondément enfouis sous les dépôts d'alluvions liés à l'écoulement des eaux lors de la fonte des glaces.

### Climat
Pour des articles plus généraux, voir Climat d'Auvergne-Rhône-Alpes et Climat de l'Isère.
En 2010, le climat de la commune est de type climat océanique altéré, selon une étude du Centre national de la recherche scientifique s'appuyant sur une série de données couvrant la période 1971-2000. En 2020, Météo-France publie une typologie des climats de la France métropolitaine dans laquelle la commune est exposée à un climat de montagne ou de marges de montagne et est dans la région climatique Alpes du nord, caractérisée par une pluviométrie annuelle de 1 200 à 1 500 mm, irrégulièrement répartie en été.
Pour la période 1971-2000, la température annuelle moyenne est de 10,6 °C, avec une amplitude thermique annuelle de 17,6 °C. Le cumul annuel moyen de précipitations est de 1 251 mm, avec 9,8 jours de précipitations en janvier et 6,9 jours en juillet. Pour la période 1991-2020, la température moyenne annuelle observée sur la station météorologique de Météo-France la plus proche, « Bourgoin », sur la commune de Bourgoin-Jallieu à 14 km à vol d'oiseau, est de 12,4 °C et le cumul annuel moyen de précipitations est de 844,0 mm,. Pour l'avenir, les paramètres climatiques de la commune estimés pour 2050 selon différents scénarios d'émission de gaz à effet de serre sont consultables sur un site dédié publié par Météo-France en novembre 2022.

## Urbanisme

### Typologie
Au 1er janvier 2024, La Chapelle-de-la-Tour est catégorisée commune rurale à habitat dispersé, selon la nouvelle grille communale de densité à sept niveaux définie par l'Insee en 2022.
Elle appartient à l'unité urbaine de La Tour-du-Pin, une agglomération intra-départementale regroupant 15  communes, dont elle est une commune de la banlieue,,. Par ailleurs la commune fait partie de l'aire d'attraction de La Tour-du-Pin, dont elle est une commune de la couronne,. Cette aire, qui regroupe 4 communes, est catégorisée dans les aires de moins de 50 000 habitants,.

### Occupation des sols
L'occupation des sols de la commune, telle qu'elle ressort de la base de données européenne d’occupation biophysique des sols Corine Land Cover (CLC), est marquée par l'importance des territoires agricoles (81,6 % en 2018), en diminution par rapport à 1990 (86,9 %). La répartition détaillée en 2018 est la suivante : 
zones agricoles hétérogènes (50,4 %), terres arables (25,2 %), zones urbanisées (16,8 %), prairies (6,1 %), forêts (1,6 %). L'évolution de l’occupation des sols de la commune et de ses infrastructures peut être observée sur les différentes représentations cartographiques du territoire : la carte de Cassini (XVIIIe siècle), la carte d'état-major (1820-1866) et les cartes ou photos aériennes de l'IGN pour la période actuelle (1950 à aujourd'hui).

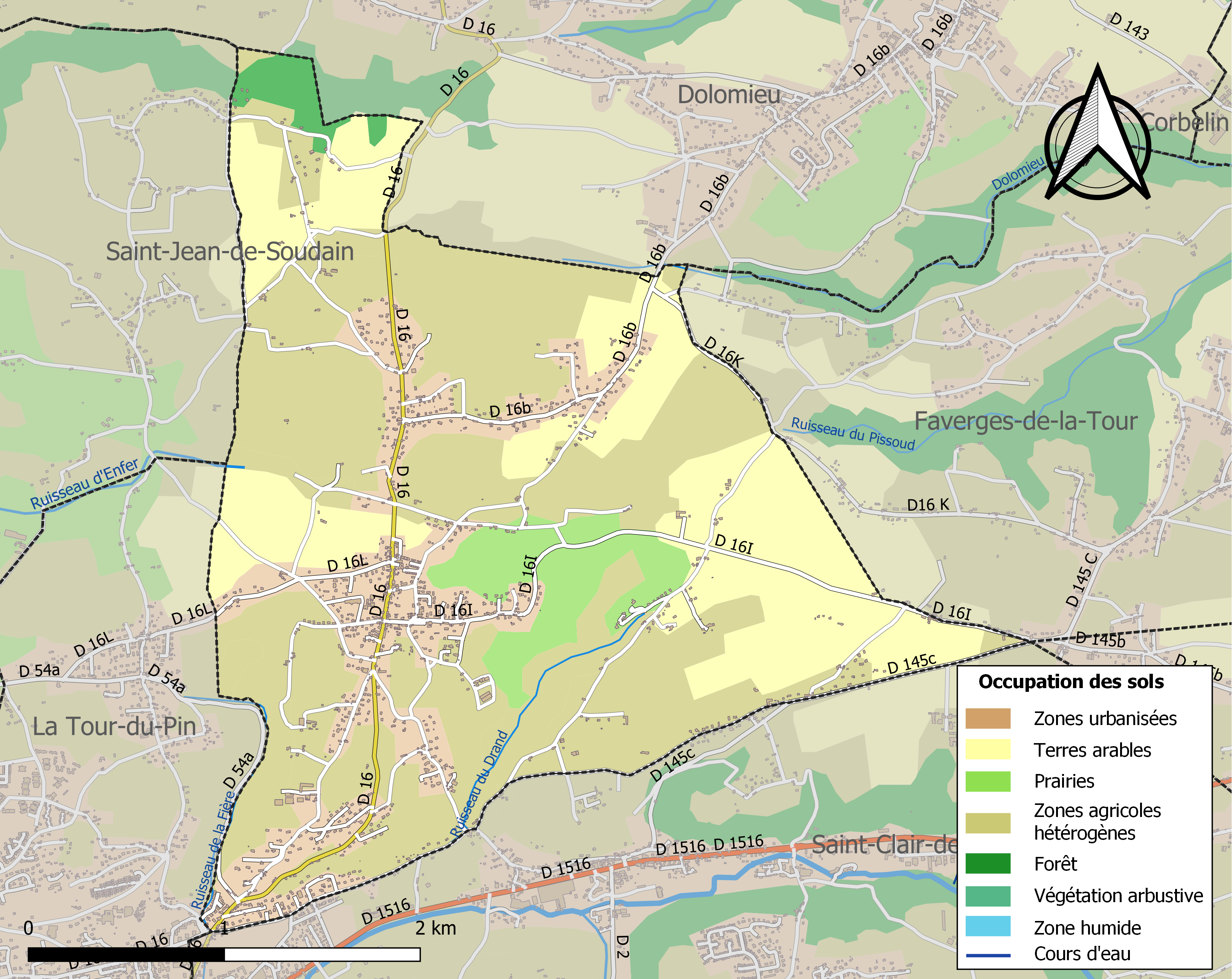
Carte des infrastructures et de l'occupation des sols de la commune en 2018 (CLC).

### Habitat et logement
En 2018, le nombre total de logements dans la commune était de 821, alors qu'il était de 730 en 2013 et de 663 en 2008.
Parmi ces logements, 89,7 % étaient des résidences principales, 4,4 % des résidences secondaires et 5,9 % des logements vacants. Ces logements étaient pour 95,2 % d'entre eux des maisons individuelles et pour 4,8 % des appartements.
Le tableau ci-dessous présente la typologie des logements à la La Chapelle-de-la-Tour en 2018 en comparaison avec celle de l'Isère et de la France entière. Une caractéristique marquante du parc de logements est ainsi une proportion de résidences secondaires et logements occasionnels (4,4 %) inférieure à celle du département (8,3 %) et à celle de la France entière (9,7 %). Concernant le statut d'occupation de ces logements, 88,4 % des habitants de la commune sont propriétaires de leur logement (89,5 % en 2013), contre 61,1 % pour l'Isère et 57,5 % pour la France entière.
| Typologie                                               | La Chapelle-de-la-Tour | Isère | France entière |
| ------------------------------------------------------- | ---------------------- | ----- | -------------- |
| Résidences principales (en %)                           | 89,7                   | 84    | 82,1           |
| Résidences secondaires et logements occasionnels (en %) | 4,4                    | 8,3   | 9,7            |
| Logements vacants (en %)                                | 5,9                    | 7,7   | 8,2            |

### Risques naturels et technologiques

#### Risques sismiques
La totalité du territoire de la commune de La Chapelle-de-la-Tour est située en zone de sismicité no 3 (sur une échelle de 1 à 5), comme la plupart des communes de son secteur géographique.
| Type de zone | Niveau            | Définitions (bâtiment à risque normal) |
| ------------ | ----------------- | -------------------------------------- |
| Zone 3       | Sismicité modérée | accélération = 1,1 m/s2                |

## Histoire

La
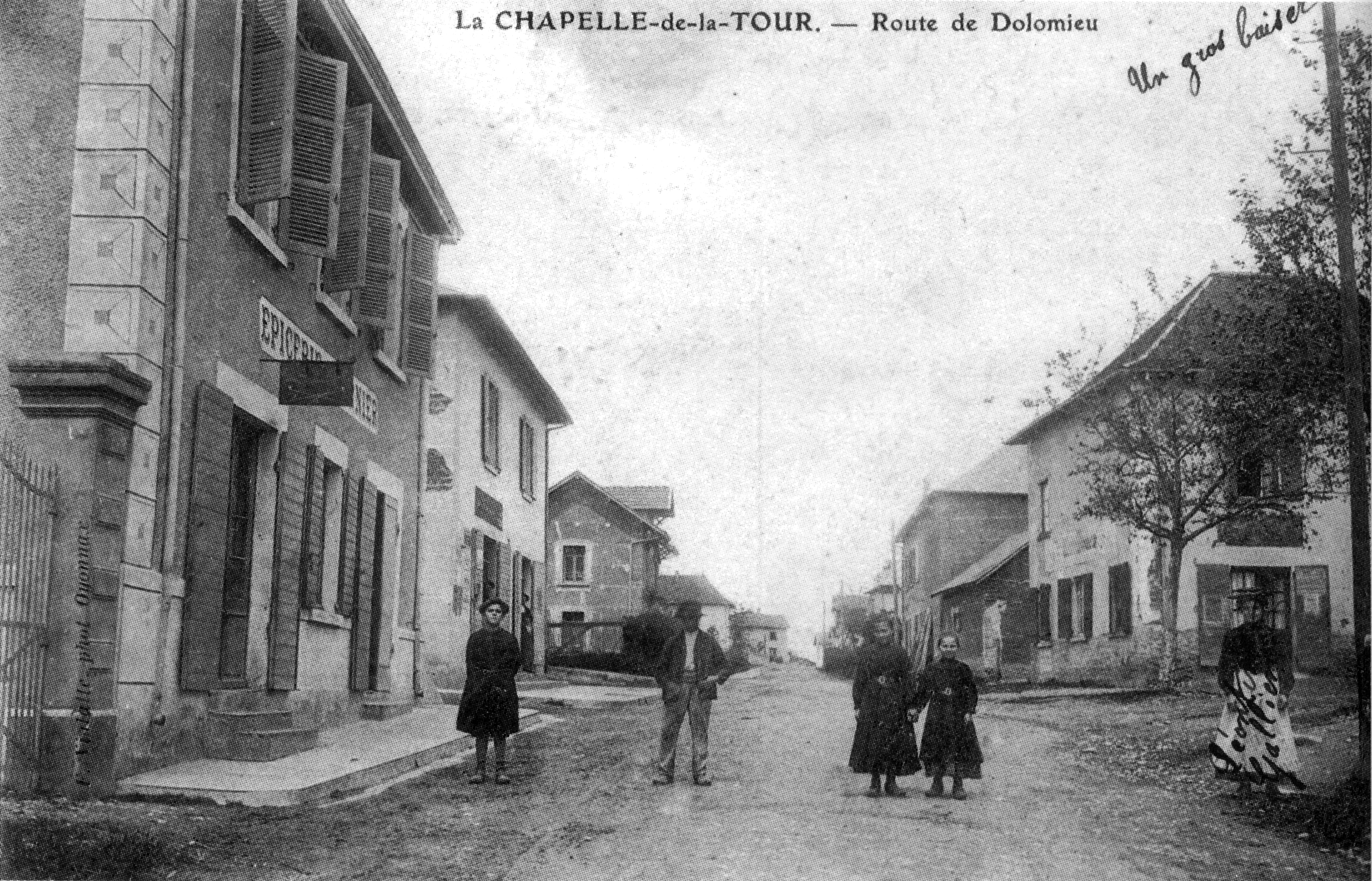
Route de Dolomieu.
L'église.

## Politique et administration

### Rattachements administratifs et électoraux

#### Rattachements administratifs
La commune se trouve dans l'arrondissement de La Tour-du-Pin du département de l'Isère.
Elle faisait partie depuis 1793 du canton de La Tour-du-Pin. Dans le cadre du redécoupage cantonal de 2014 en France, cette circonscription administrative territoriale a disparu, et le canton n'est plus qu'une circonscription électorale.

#### Rattachements électoraux
Pour les élections départementales, la commune fait partie depuis 2014 d'un nouveau canton de La Tour-du-Pin porté de 15 à 17 communes.
Pour l'élection des députés, elle fait partie de la dixième circonscription de l'Isère.

### Intercommunalité
La Chapelle-de-la-Tour était membre de la communauté de communes Les Vallons de la Tour, un établissement public de coopération intercommunale (EPCI) à fiscalité propre créé en 2000 et auquel la commune avait transféré un certain nombre de ses compétences, dans les conditions déterminées par le code général des collectivités territoriales.
Dans le cadre des dispositions de la loi portant nouvelle organisation territoriale de la République du 7 août 2015, qui prévoit que les établissements publics de coopération intercommunale (EPCI) à fiscalité propre doivent avoir un minimum de 15 000 habitants, cette intercommunalité a fusionné avec ses voisines pour former, le 1er janvier 2017, la communauté de communes Les Vals du Dauphiné, dont est désormais membre la commune.

### Liste des maires
| Période                                  | Période                   | Identité             | Étiquette | Qualité                       |
| ---------------------------------------- | ------------------------- | -------------------- | --------- | ----------------------------- |
| Les données manquantes sont à compléter. |                           |                      |           |                               |
| 1792                                     | novembre 1795             | François Platel      |           |                               |
| novembre 1795                            | avril 1798                | Gabriel Perrin       |           |                               |
| avril 1798                               | avril 1800                | Benoît Ferrand       |           |                               |
| avril 1800                               | octobre 1815              | Claude Perrin        |           |                               |
| 1815                                     | 1825                      | Joseph Reymond       |           |                               |
| 1825                                     | décembre 1829             | Picothe Baume        |           |                               |
| 1829                                     | décembre 1831             | M. Vallin            |           |                               |
| 1832                                     | février 1840              | J,B, Jacquin         |           |                               |
| 1840                                     | mai 1848                  | Michel Jouffray      |           |                               |
| 1848                                     | juillet 1852              | Étienne Carre        |           |                               |
| 1855                                     | octobre 1870              | François vallin      |           |                               |
| 1870                                     | mai 1871                  | Vincent Coquaz       |           |                               |
| 1871                                     | octobre 1876              | Jacques Gentil       |           |                               |
| 1876                                     | avril 1880                | Vincent Coquaz       |           |                               |
| 1880                                     | juin 1900                 | Jean Baptiste Vallin |           |                               |
| 1900                                     | janvier 1907              | Pierrre Bejuy        |           |                               |
| 1907                                     | mai 1935                  | Louis Morel          |           |                               |
| 1935                                     | mai 1945                  | Louis Morel          |           |                               |
| 1945                                     | octobre 1947              | Célestin Ballet      |           |                               |
| 1947                                     | mars 1959                 | Mathieu Marmonier    |           |                               |
| 1959                                     | mars 1971                 | Pierrre Vallin       |           |                               |
| 1971                                     | mars 1977                 | Désiré Barral        |           |                               |
| 1977                                     | 2001                      | Jean Pierre Gonin    |           |                               |
| 2001                                     |                           | Pierre Vallin        |           |                               |
| mars 2008                                | mai 2020                  | Jean Gallien         | SE        | Retraité                      |
| mai 2020                                 | août 2022                 | Jacques Bernard      |           | Cadre retraité Démissionnaire |
| septembre 2022                           | En cours (au 9 juin 2023) | Thérèse Tisserand    |           | Cadre de la fonction publique |

## Population et société

### Démographie
L'évolution du nombre d'habitants est connue à travers les recensements de la population effectués dans la commune depuis 1793. Pour les communes de moins de 10 000 habitants, une enquête de recensement portant sur toute la population est réalisée tous les cinq ans, les populations de référence des années intermédiaires étant quant à elles estimées par interpolation ou extrapolation. Pour la commune, le premier recensement exhaustif entrant dans le cadre du nouveau dispositif a été réalisé en 2004.

En 2022, la commune comptait 1 936 habitants, en évolution de +9,56 % par rapport à 2016 (Isère : +3,07 %, France hors Mayotte : +2,11 %).
| 1793 | 1800 | 1806 | 1821 | 1831 | 1836 | 1841 | 1846  | 1851 |
| ---- | ---- | ---- | ---- | ---- | ---- | ---- | ----- | ---- |
| 610  | 677  | 615  | 732  | 920  | 981  | 973  | 1 025 | 914  |

| 1856 | 1861 | 1866 | 1872 | 1876  | 1881  | 1886  | 1891 | 1896 |
| ---- | ---- | ---- | ---- | ----- | ----- | ----- | ---- | ---- |
| 953  | 965  | 975  | 987  | 1 051 | 1 014 | 1 020 | 997  | 975  |

| 1901 | 1906 | 1911 | 1921 | 1926 | 1931 | 1936 | 1946 | 1954 |
| ---- | ---- | ---- | ---- | ---- | ---- | ---- | ---- | ---- |
| 967  | 907  | 872  | 810  | 817  | 825  | 827  | 704  | 731  |

| 1962 | 1968 | 1975 | 1982  | 1990  | 1999  | 2004  | 2006  | 2009  |
| ---- | ---- | ---- | ----- | ----- | ----- | ----- | ----- | ----- |
| 756  | 725  | 811  | 1 044 | 1 295 | 1 384 | 1 533 | 1 580 | 1 641 |

| 2014  | 2019  | 2022  | - | - | - | - | - | - |
| ----- | ----- | ----- | - | - | - | - | - | - |
| 1 748 | 1 886 | 1 936 | - | - | - | - | - | - |

### Enseignement
La commune est rattachée à l'académie de Grenoble.
Les enfants sont scolarisés dans une école maternelle de 3 classes, puis une école primaire de 5 classes.

### Sports et loisirs
La commune bénéficie de nombreuses installations sportives et de loisirs comme un gymnase, un boulodrome couvert, 2 courts de tennis, un citystade, des aires de jeux pour enfants, de nombreux terrains de boules, un parcours de santé, une salle de gymnastique, un terrain de football.
Le Tennis Club de La Chapelle-de-la-Tour, avec ses 169 licenciés, est une des associations les plus importantes de la commune ainsi qu'un des plus gros clubs de tennis du canton de la Tour-du-Pin.
C'est à la Chapelle-de-la-tour qu'a été officiellement inventé le jeu "de l'angle" par Boris CHEMINOT[réf. souhaitée].
En juillet 2022, la commune est récompensée pour son dynamisme associatif et sportif avec le trophée du Challenge de la commune la plus sportive, dans la catégorie des moins de 3 000 habitants, du département de l’Isère.
En mai 2023, la commune de La Chapelle-de-la-Tour est labelisée Terre de Jeux 2024 dans le cadre de la promotion des Jeux olympiques de Paris 2024 pour favoriser la pratique du sport et partager les valeurs sportives.

### Médias
Historiquement, le quotidien à grand tirage Le Dauphiné libéré consacre, chaque jour, y compris le dimanche, dans son édition du Nord-Isère, un ou plusieurs articles à l'actualité à la communauté de communes et du canton ainsi que des informations sur les éventuelles manifestations locales, les travaux routiers, et autres événements divers à caractère local.
La commune est située sur l'aire de diffusion de radio Ici Isère, une radio publique qui émet sur tout le territoire du département de l'Isère.

### Cultes
La communauté catholique et l'église paroissiale de La Chapelle-de-la-Tour (propriété de la commune) sont rattachées à la paroisse Sainte-Anne qui est, elle-même, rattachée au diocèse de Grenoble-Vienne.

## Économie
La commune se situe dans les zones d'appellations suivantes, décernées par l'INAO :
- IGP Emmental français Est Central (Label Rouge).
- IGP Comtés Rhodaniens blanc.
- IGP Comtés Rhodaniens rosé.
- IGP Comtés Rhodaniens rouge.
- IGP Isère blanc.
- IGP Isère rosé.
- IGP Isère rouge.

En 2018, un pôle de 3 commerces est créé sur la commune et rassemble une boulangerie, une fleuriste et une épicerie-bar.

## Culture et patrimoine

### Lieux et monuments
- Église de l'Assomption de La Chapelle-de-la-Tour : clocher-tour à échauguettes avec plateforme
Sa reconstruction est difficilement achevée le 10 mai 1878, sur des plans établis par l’architecte Quenin de Vienne dressés en 1865. L’architecte Allemand de Vienne supervise les travaux qui commencent en 1872. Un premier projet d’agrandissement de l’ancienne église en pisé est refusé en 1825. Les vitraux sont attribués à MMe Busche et Bessac verriers de Grenoble. Le clocher est édifié en 1895 et la plateforme comporte une table d’orientation[réf. nécessaire].

L'église de l'Assomption
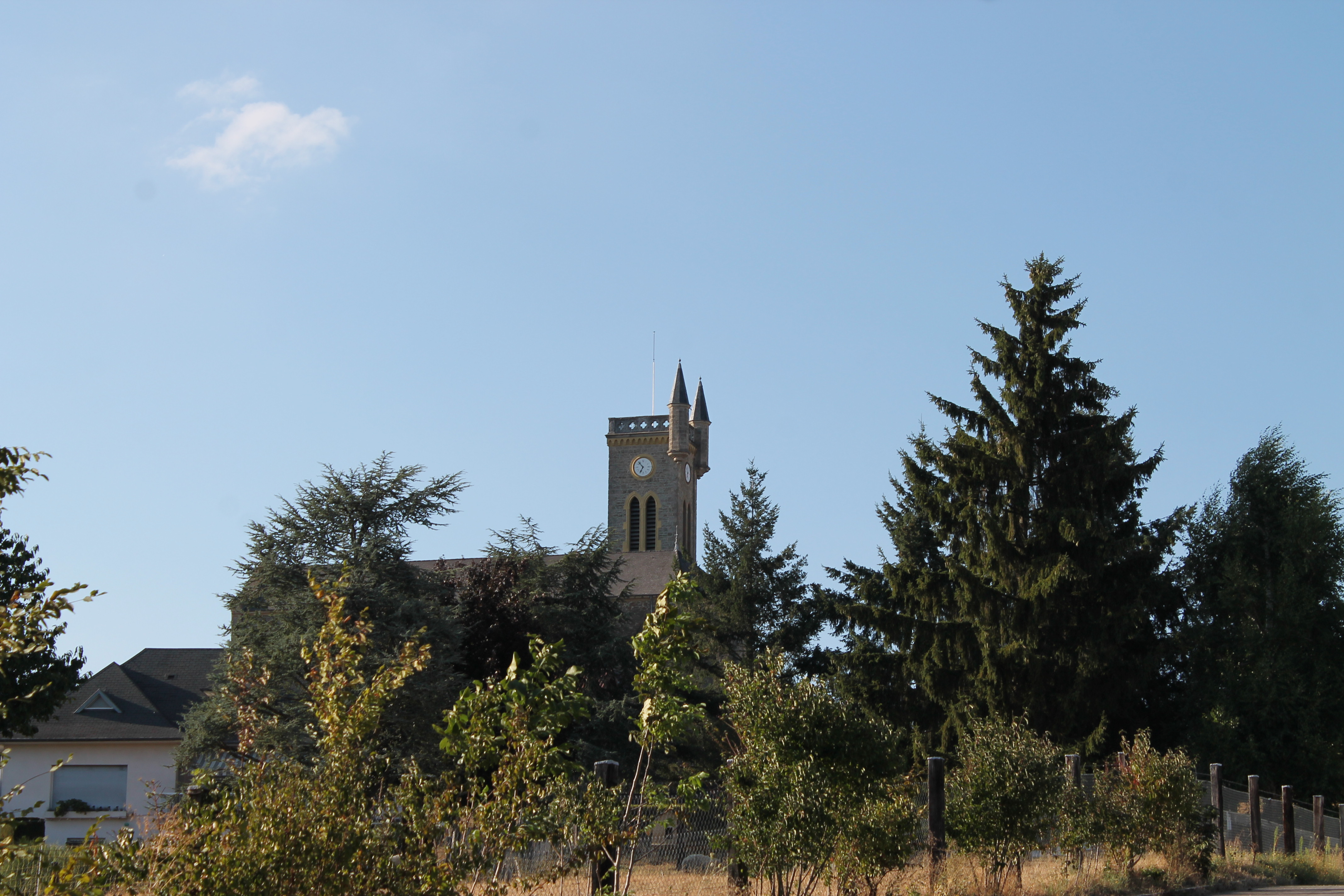
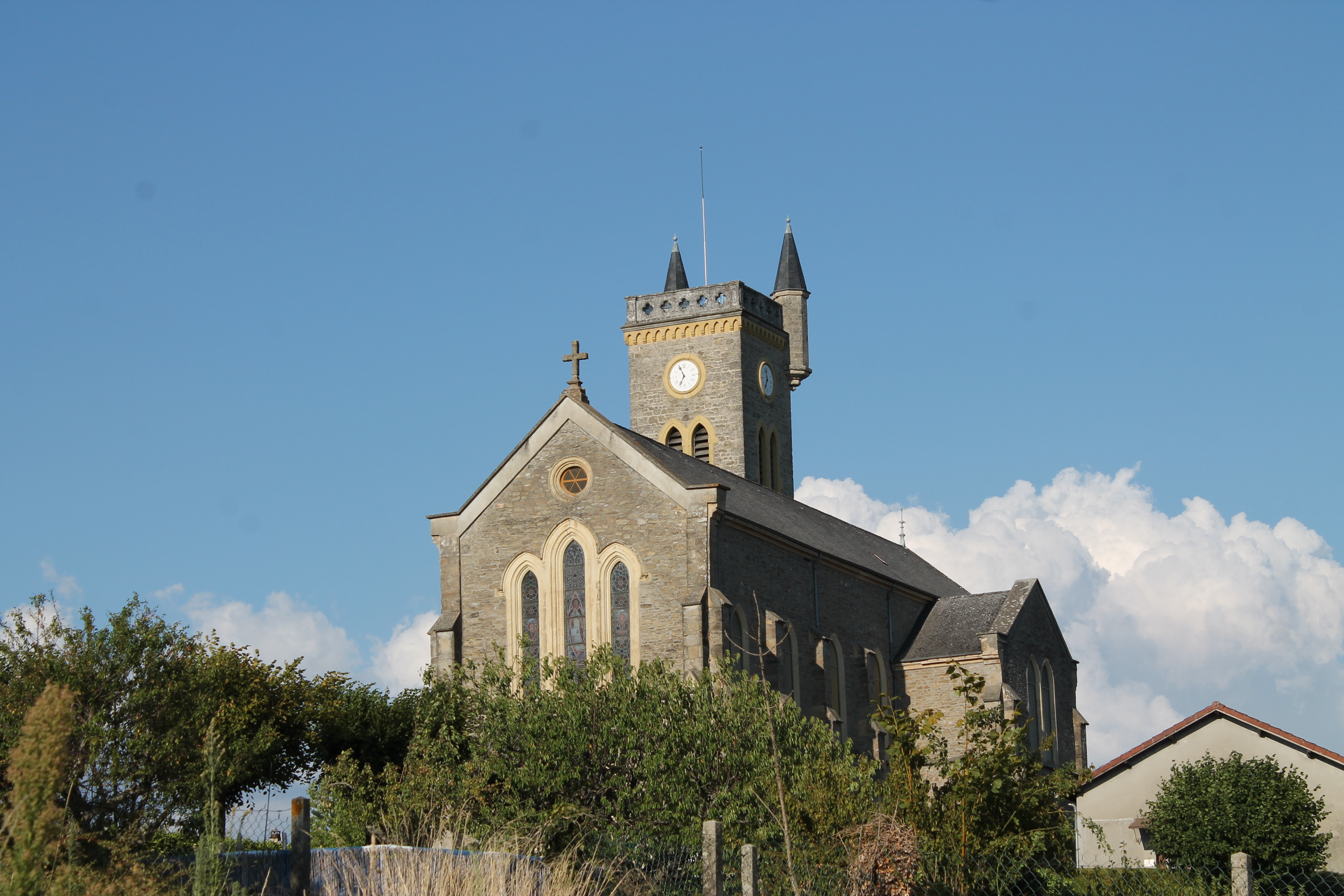
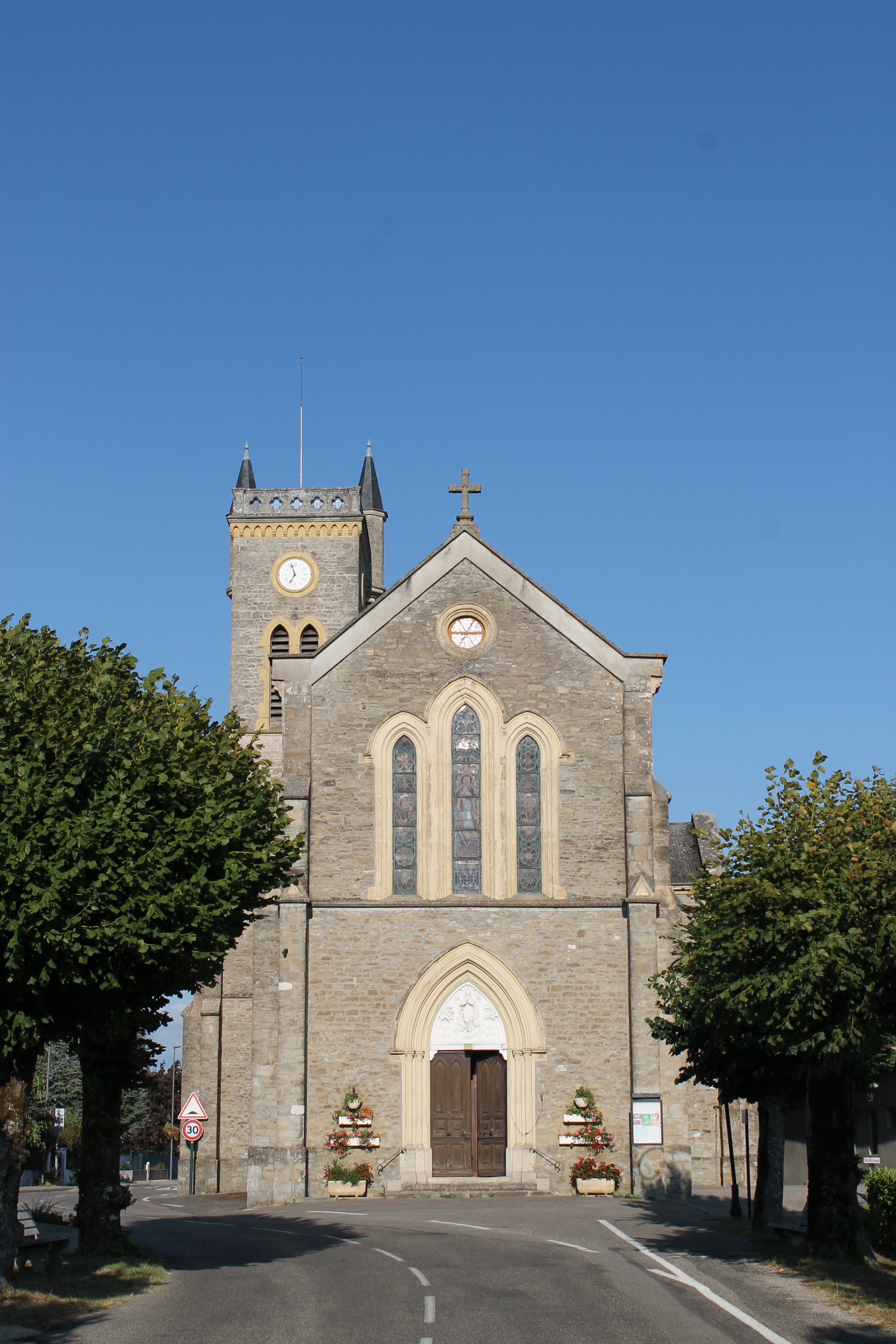
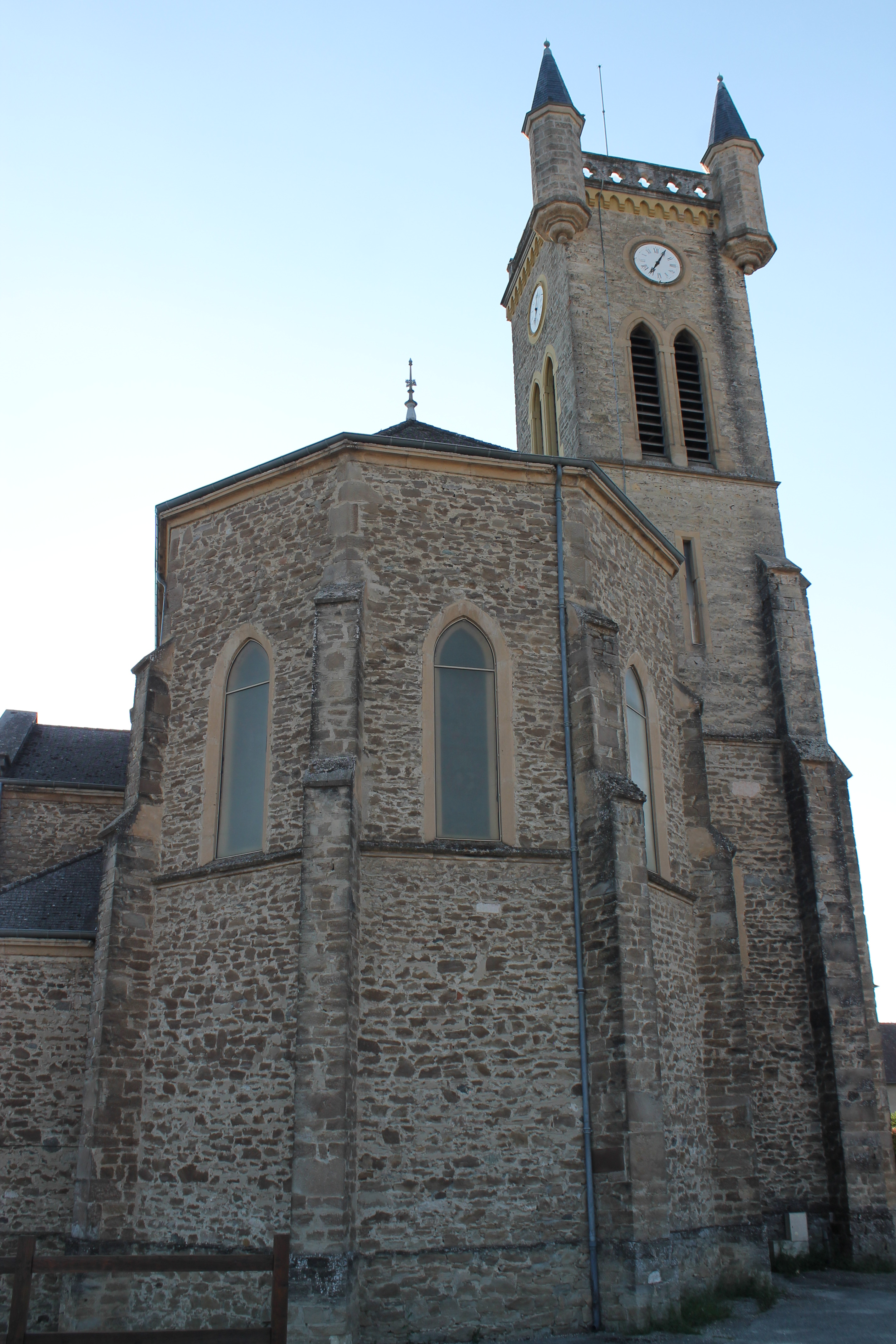
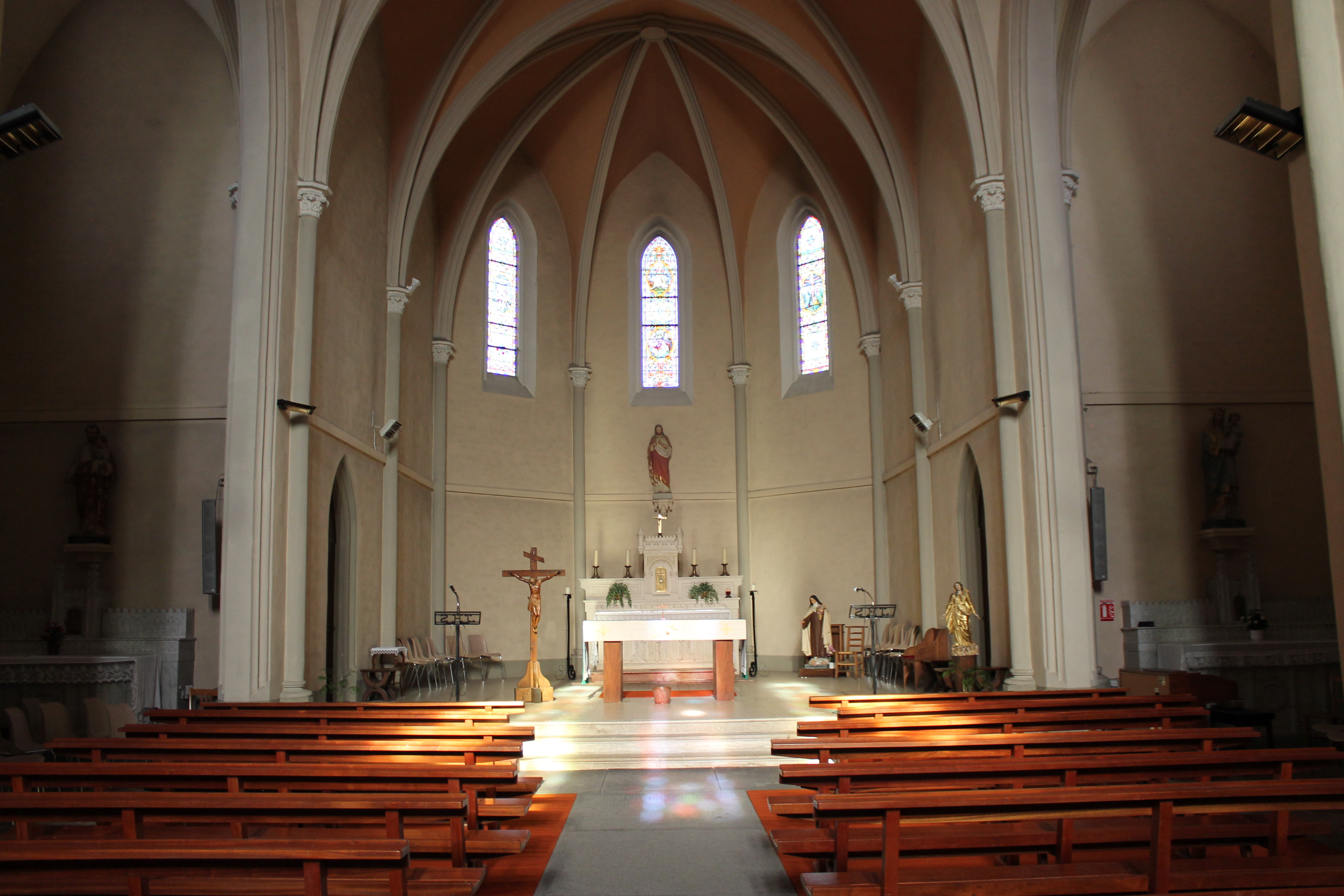
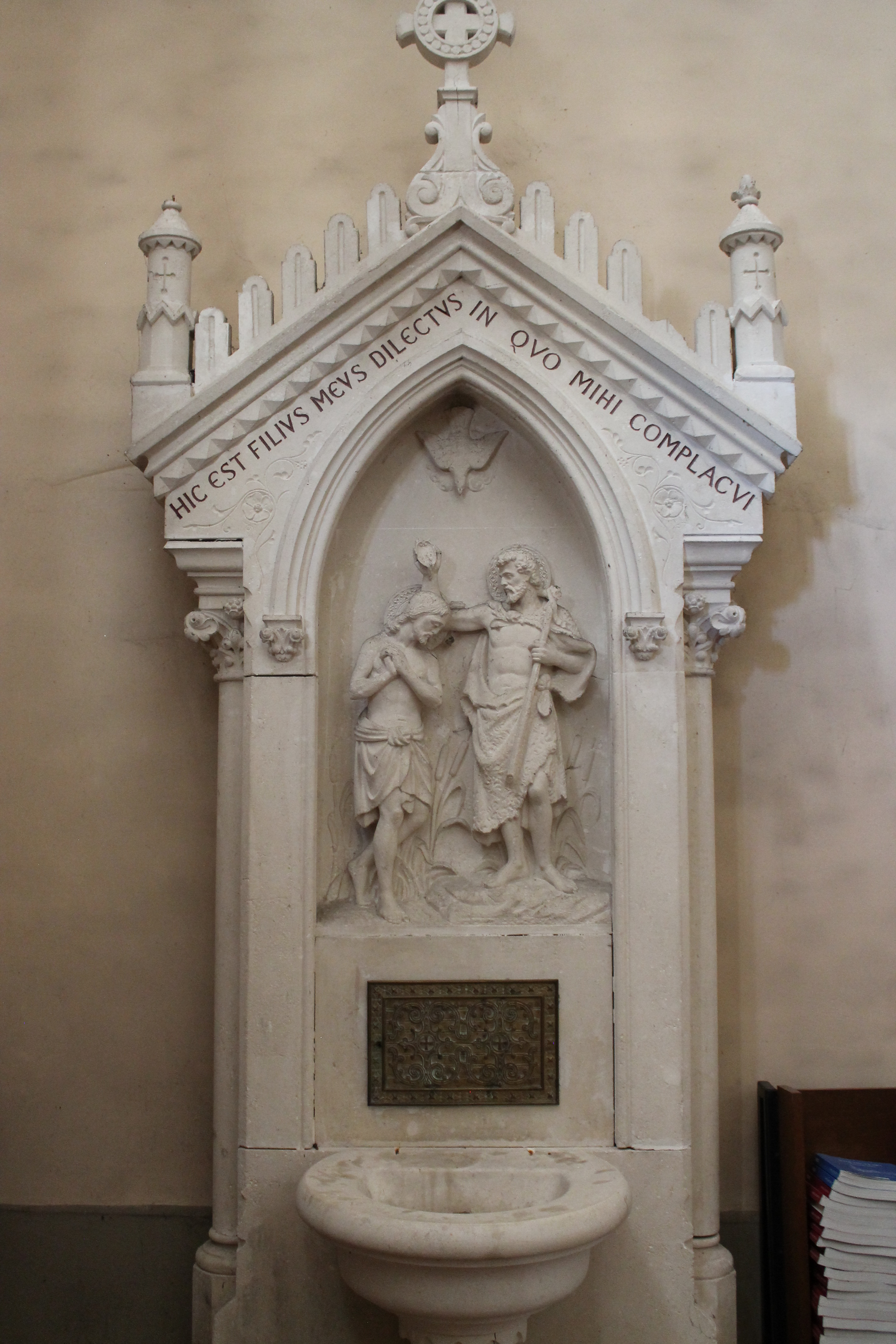

## Pour approfondir